# Graig Nettles
Graig Nettles (nascido em 20 de agosto de 1944), apelidado de "Puff", é um ex-jogador profissional de beisebol da Major League Baseball atuando como terceira base. Durante seus 22 anos de carreira, jogou pelo Minnesota Twins (1967–1969), Cleveland Indians (1970–1972), New York Yankees (1973–1983), San Diego Padres (1984–1986), Atlanta Braves (1987) e Montreal Expos (1988).
Nettles foi um dos melhores jogares defensivos de terceira base, e apesar de seu relativamente baixo aproveitamento no bastão, foi um excelente jogador ofensivo, estabelecendo o recorde da Liga Americana em home runs na carreira por um terceira base. Como parte do time dos Yankees que ganhou quatro flâmulas, Nettles teve sua melhor temporada em 1977 quando ganhou o Gold Glove Award e teve suas maiores estatísticas de sua carreira em home runs (37) e RBIs (107) ajudando os Yankees a vencer a World Series contra o Los Angeles Dodgers.